# Atolón Ngulu
Ngulu o el atolón de Ngulu (en inglés: Ngulu Atoll) es un atolón de coral de tres islas en las Islas Carolinas en el Océano Pacífico, y forma un distrito legislativo en el estado de Yap de los Estados Federados de Micronesia. 
Ngulu se extiende por 36 kilómetros por 22 kilómetros con 18 segmentos de arrecifes que encierran una laguna central profunda de 382 kilómetros cuadrados. La parte oriental del arrecife está profundamente sumergida. La superficie total de las nueve islas es de sólo 0,4 km². Nugulu está ubicado aproximadamente a 104 kilómetros al sursudoeste de Yap y es el atolón más occidental de los Estados Federados de Micronesia. 
La población de Ngulu era de 26 personas en 2000.

## Historia
El primer avistamiento registrado de la isla Sorol fue realizado el 23 de enero de 1565 por el navegante español Alonso de Arellano, al mando del patache San Lucas. En 1802 fue explorado por el oficial naval español don Juan Lafita.
Al igual que con todas las islas Carolinas, España vendió Ngulu al Imperio de Alemania en 1899. La isla quedó bajo el control del Imperio de Japón después de la Primera Guerra Mundial y posteriormente fue administrada bajo el Mandato del Pacífico Sur. Después de la Segunda Guerra Mundial, la isla quedó bajo el control de los Estados Unidos de América y fue administrada como parte del Territorio en Fideicomiso de las Islas del Pacífico desde 1947, y se convirtió en parte de los Estados Federados de Micronesia desde 1979